# 馬追山 (北海道)
馬追山（まおいやま）は、北海道空知管内夕張郡の長沼町と由仁町にまたがる馬追丘陵北部の一角を構成する、複数の小ピークが連なる山群の総称であり、最高標高点は287.1mである。

## 概要
一等三角点「馬追山」(標高272.7m)および天測点の置かれた小ピークは通称「瀞台（しずかだい）」と呼ばれ、この位置に通称名での看板が設置されている。看板には通称の由来として「明治十九年北海道植民地選定事業のため、北海道庁技師内田瀞氏が馬追原野の地勢調査のため登ったもので、この事業は北海道農村設定と開拓史の上で画期的なものであった。この馬追原野はその第一次のもので、その主役となった内田瀞氏を讃えて昭和35年『しずか台』と命名された。この山に登り、石狩平野を眺望して『大小の河川沼沢、深い泥炭層、その開拓の前身は容易ならざるも必ずや、他日穀倉たらん』と述べている。」と記されている。このため、馬追山の山頂がこの瀞台であると誤認される場合があるが、国土地理院の写真測量による最高点は上記三角点位置から南方へおよそ1.5km、自衛隊基地南側の稜線上にある。
また、長沼ナイキ基地訴訟の舞台となった場所としても知られる(後述)。
1873年、マーレー・S・デイというお雇い外国人が苫小牧の勇払を基点に三角測量に着手した。このとき5つの地点に標が立てられ、そのなかの第4標目に選ばれたのがこの馬追山だった。馬追丘陵のなかで最高峰となる馬追山からは、当時、札幌にあった開拓使庁庁舎の屋上に設置されていた八角座を望むことができ、精確な三角測量の基準になったという。こうして太平洋側から日本海側まで、三角線を接続することに成功したデイは、1874年に初の近代測量による「北海道実測図」を発行したものの、測量自体がその翌年に中断されている。

## 長沼ナイキ基地訴訟
1969年、馬追山山中に航空自衛隊が「ナイキ地対空ミサイル基地」を建設するために、当時の農林大臣が森林法に基づいて国有水源涵養保安林の一部（全体、約1500haのうち約35ha）指定を解除した。これに対し反対派地域住民のうちの一部や、左翼系の護憲派、日米安保反対派、在日朝鮮人の団体や、日教組などで構成される反基地闘争勢力が、「基地には公益性がなく、自衛隊は違憲であり、保安林解除は違法である」として、保安林指定解除の取消しを求めて行政訴訟を起こした事件である。
訴訟は、一審の札幌地裁では「平和的生存権」を認め、初の違憲判決で処分を取り消したものの、国の控訴による二審で札幌高裁は「防衛施設庁による代替施設の完成によって補填される」として一審判決を破棄、「統治行為論」を判示した。これを不服とした原告団は上告したものの、最高裁は違憲審査権の行使を控え、そもそも原告側には原告適格がないとして、1980年に上告を棄却した。この事件が長沼ナイキ基地訴訟問題である。
また、現在も長沼町馬追台の山麓から山腹にかけてのエリアには航空自衛隊千歳基地長沼分屯基地が在り、北部航空方面隊麾下の第3高射群に所属する第11高射隊と第24高射隊が駐屯している。